# Telmatactis sollasi
Telmatactis sollasi is een zeeanemonensoort uit de familie Isophelliidae. De anemoon komt uit het geslacht Telmatactis. Telmatactis sollasi werd in 1898 voor het eerst wetenschappelijk beschreven door Haddon. 